# Construccions de pedra seca II (la Floresta)
Les Construccions de pedra seca II és una barraca de pedra seca de la Floresta (Garrigues) inclosa a l'Inventari del Patrimoni Arquitectònic de Catalunya.

## Descripció
És una cabana de vinya encarada cap a l'est, al costat d'un gran pi, com era costum d'ubicar-les en l'època. Està feta a base de carreus de pedra sense desbastar, la peculiartitat d'aquesta construcció és que ja no és pedra seca sinó que totes les pedres han estat unides amb ciment. Té una entrada lleugerament desplaçada cap a la dreta. Al seu interior, del que era la cabana original, només hi trobem la llar de foc.
Aquesta construcció de pedra seca destaca per la seva bona conservació. El seu propietari n'ha reformat el seu interior per a poder-la utilitzar com a habitatge ocasional o bé petites estades.